# Пржемысл I Опавский
Пржемысл I Опавский (чеш. Přemysl I Opavský; ок. 1365 — 28 сентября 1433, Опава) — князь Ратиборско-опавский (1365—1377), Опавский (1377—1433) и Глубчицкий (1394—1433).

## Биография
Пржемысл был самым младшим (четвертым) сыном князя ратиборско-опавского Микулаша II от третьего брака с Юттой Немодлинской. Он родился в год смерти отца и вместе с тремя старшими братьями стал формальным соправителем  Ратиборско-опавского княжества. При этом фактически княжеством управлял его старший сводный брат Ян I Ратиборский, который также был опекуном Пржемысла и его старшего брата Вацлава I.  В 1377 году Пржемысл достиг 12-летнего возраста и был признан совершеннолетним, после чего братья потребовали раздела княжества. В результате Яну досталось Ратиборско-крновское княжество, в которое вошли Рацибуж, Крнов, Брунталь, Миколув, Пщина, Водзислав-Слёнски, Рыбник и Жоры. Микулашу III было выделено самостоятельное Глубчицкое княжество, а младшим братьям Вацлаву и Пржемыслу достался город Опава с окрестностями, образовавшие новое Опавское княжество.
В 1381 году Вацлав умер, и Пржемысл остался единоличным правителем княжества. Вскоре у него начались финансовые затруднения, и в 1383 году ему пришлось продать Градец-над-Моравицей. В 1394 году Пржемысл смог выкупить Градец-над-Моравицей назад. В том же году умер его сводный брат Микулаш III Опавский, и Пржемысл, выплатив его долги, выкупил у опольских князей принадлежавшее брату после раздела Глубчицкое княжество, собрав, таким образом, почти все владения отца.
В начале XIV века Пржемысл принял участие в гражданской войне в Чехии на стороне короля Вацлава IV. После начала гуситских войн Пржемысл оказал активную военную помощь следующему из Люксембургов — Сигизмунду. Однако в 1427 году ситуация изменилась кардинальным образом: гуситские отряды вторглись в Силезию, и Пржемысл, не желая лишиться своих владений, вместе со своим старшим сынов Вацлавом II принял гуситское вероисповедание, предоставив гуситам свободный проход через территорию княжества.
В 1431 году в столице княжества Опаве случился мощный пожар, уничтоживший почти весь город.
Незадолго перед смертью Пржемысл составил завещание, в котором запретил дальнейшие разделы княжества и указал, что оно должно переходить старшему сыну целиком, однако после его смерти 28 сентября 1433 года оказалось, что это пожелание так и осталось лишь на бумаге.

## Семья и дети
Пржемысл I Опавский был женат трижды, и в каждом браке имел детей.
В первый раз он женился в 1395 году на Анне Луцкой (ум. 1405). От этого брака у него было двое детей:
- Вацлав II Опавский (ок.1397 – 1445/1447), князь опавский и глубчицкий
- Микулаш IV Опавский (ок.1400 – 1437), князь опавский

После смерти первой жены в 1405 году он женился во второй раз на Катарине Зембицкой (ок.1390 – 1422). От этого брака у него было четверо детей:
- Вильгельм Опавский (ок.1410 – 1452), князь опавский и зембицкий
- Эрнест Опавский (ок.1415 — 1464), князь опавский и зембицкий
- Агнесса (ум. 1440), замужем за 1) Яном из Жичины, одним из пионеров движения гуситов; 2) Иржи из Штернберка
- Ютта (ум. 1445), замужем за Иржи II из Св. Георгия Босинского

В 1425 году Пржемысл женился на Елене (1390/1391 — 1434/1435), дочери боснийского бана Твртко I. От третьего брака у него было трое детей:
- Пржемысл II Опавский (ок. 1425 — 1478), князь опавский
- Катерина (ум. 1475), замужем за Яна Жичиньского из Цимбурка
- Ядвига (ум. ок. 1500), аббатиса монастыря Святой Ядвиги в Тшебнице